# Horno kanak

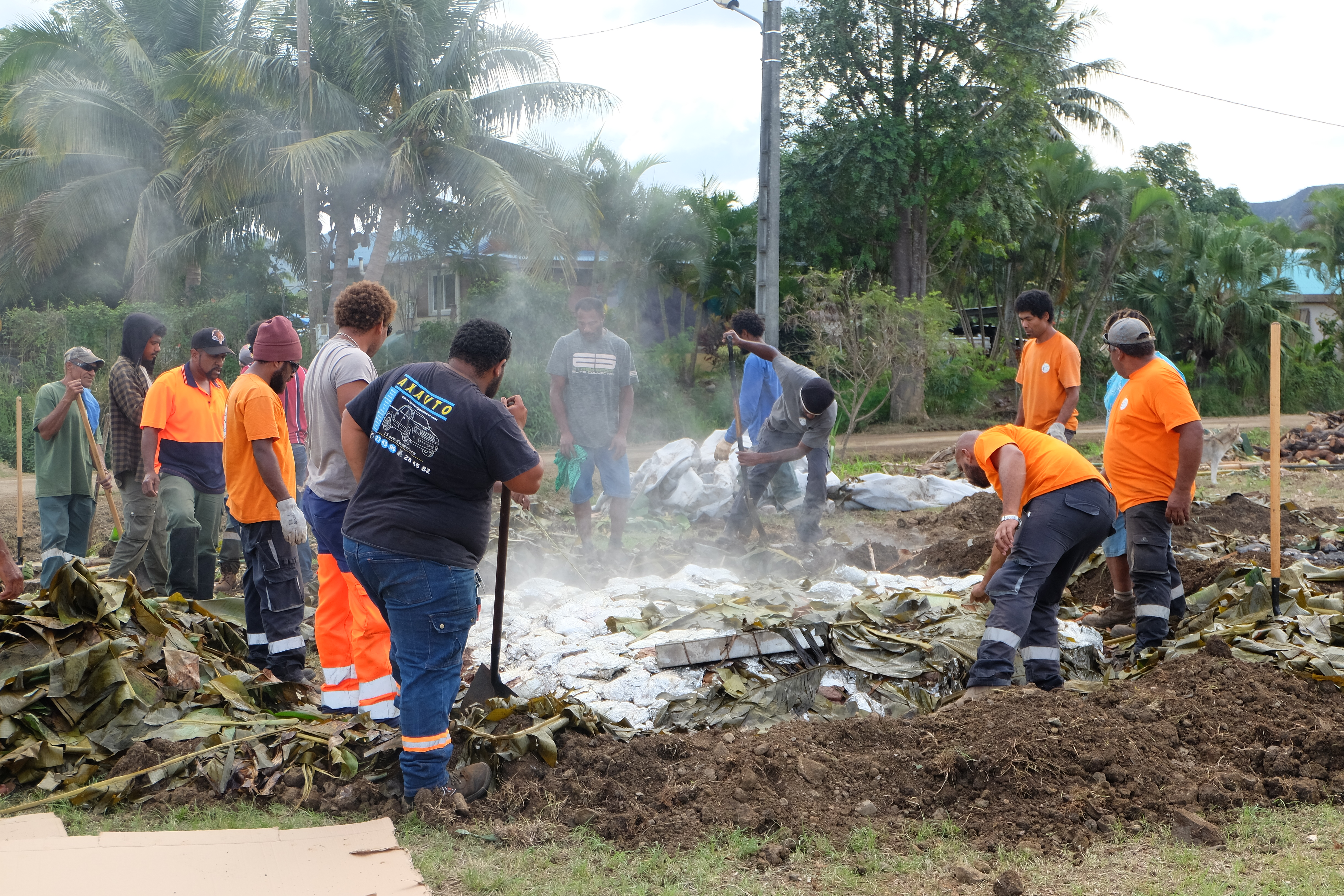
Canacos preparando un horno kanak en Nueva Caledonia.

El horno kanak (en francés, four kanak [fuʀ.ka.nak]) u horno canaco es un horno de tierra típico de los canacos de la Nueva Caledonia, una isla de ultramar francesa. Este método de cocción es el que tradicionalmente se usa para cocinar las buñas (bougnas), un pato de tubérculos, pescado y leche de coco envueltos en hojas de banana. En el horno kanak también se cocinan otros alimentos: verduras, carnes, raíces... la comida se envuelve en paños limpios y húmedos para fomentar la cocción. El horno kanak le proporciona un característico sabor ahumado a los platos.
El horno kanak se suele preparar en eventos especiales, como una boda, o en días marcados del calendario, como año nuevo.

## Preparación del horno
En un gran agujero en la tierra (~1–3 m∅), se prepara un gran fuego de leña, al que se le agregan piedras. Al quedarse la brasa, y cuando las piedras estén calientes, se agrega encima la comida que se desee cocinar, que debe estar envuelta en hojas de plátano verdes. Encima se colocan más piedras calientes, se tapa con una capa de arena y telas limpias y húmedas (para que se cocine al vapor).
Se deja toda una tarde cocinándose con el calor almacenado, para luego a la noche reunir a toda la familia y servirlo para cenar.